# LP (album, Ambulance LTD)
LP je první a jediné studiové album americké rockové skupiny Ambulance LTD. Vydáno bylo v březnu 2004 společností TVT Records. Producenty alba byli členové skupiny Ambulance LTD a Jim Abbiss, mimo dvou písní. „Primitive (The Way I Treat You)“ produkoval Ron A. Shaeffer a „Stay Where You Are“ Chris Zane. Přestože skupina později pracovala na druhém albu, nikdy vydáno nebylo.

## Seznam skladeb
Autorem skladeb je Marcus Congleton, pokud není uvedeno jinak.
1. „Yoga Means Union“ – 4:54
2. „Primitive (The Way I Treat You)“ – 3:58
3. „Anecdote“ – 3:16
4. „Heavy Lifting“ – 3:32
5. „Ophelia“ – 3:38
6. „Stay Where You Are“ – 5:54
7. „Sugar Pill“ – 4:39
8. „Michigan“ – 4:30
9. „Stay Tuned“ – 3:16
10. „Swim“ – 4:22
11. „Young Urban“ – 4:21
12. „The Ocean“ (Lou Reed) – 5:24
13. „Straight A's“ - 4:24

## Obsazení
- Marcus Congleton
- Benji Lysaght
- Darren Beckett
- Matthew Dublin